# Великобритания на зимних Олимпийских играх 1964
Великобритания принимала участие в Зимних Олимпийских играх 1964 года в Инсбруке (Австрия) в девятый раз, и завоевала одну золотую медаль. Сборную страны представляли 36 спортсменов.

## Медали
Золото
- Бобслей, мужчины — Робин Диксон и Тони Нэш.

## Состав сборной
Сборную страны представляли 36 спортсменов: 27 мужчин и 9 женщин, которые соревновались в 7 видах спорта:
- биатлон
- бобслей
- горнолыжный спорт
- конькобежный спорт
- лыжные гонки
- санный спорт
- фигурное катание

Самой младшей участницей сборной была 17-летняя горнолыжница Джина Хаторн, самым старшим участником был 34-летний саночник Кит Шелленберг.

## Результаты

### Биатлон
Соревнования проходили 4 февраля 1964 года в Зефельде, был разыгран 1 комплект наград. На старт 20-километровой гонки у мужчин вышел 51 участник, 49 добрались до финиша. За каждый промах спортсменам начислялось 2 минуты штрафа.
Мужчины
| Дистанция | Спортсмен   | Время     | Промахи | Поправленное время | Место |
| --------- | ----------- | --------- | ------- | ------------------ | ----- |
| 20 км     | Родерик Так | 1’33:55.5 | 9       | 1’51:55.5          | 43    |
| 20 км     | Джон Мур    | 1’27:49.4 | 10      | 1’47:49.4          | 40    |
| 20 км     | Алан Нотли  | 1’36:10.3 | 5       | 1’46:10.3          | 37    |
| 20 км     | Джон Дент   | 1’30:27.2 | 3       | 1’36:27.2          | 29    |

### Бобслей

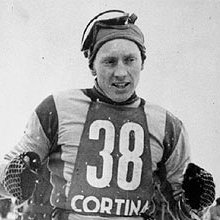
Благодаря помощи итальянца Эудженио Монти британцы выиграли соревнования двоек.

Соревнования прошли с 31 января по 7 февраля в Игльсе, пригороде Инсбрука. Длина трассы составляла 1506 м при высоте в 138 м и среднем градиенте 9,2 %. Точка старта находилась на высоте 1133 м над уровнем моря, траектория имела 14 поворотов. Итальянский пилот Эудженио Монти во время соревнований двоек одолжил британцам одну важную деталь взамен сломавшейся, а когда дело дошло до четырёхместных экипажей, помог канадцам починить повреждённый боб. Этот случай считается одним из самых ярких проявлений благородства в спорте, так как сам Монти этими поступками фактически лишил себя золота.
Мужчины — двойки
| Боб   | Спортсмены                 | 1 заезд | 1 заезд | 2 заезд | 2 заезд | 3 заезд | 3 заезд | 4 заезд | 4 заезд | Итог    | Итог  |
| Боб   | Спортсмены                 | Время   | Место   | Время   | Место   | Время   | Место   | Время   | Место   | Время   | Место |
| ----- | -------------------------- | ------- | ------- | ------- | ------- | ------- | ------- | ------- | ------- | ------- | ----- |
| GBR-1 | Энтони Нэш Робин Диксон    | 1:05.53 | 2       | 1:05.10 | 2       | 1:05.39 | 3       | 1:05.88 | 1       | 4:21.90 | 1     |
| GBR-2 | Билл Маккоуэн Эндрю Хеджис | 1:07.47 | 15      | 1:07.73 | 15      | 1:06.52 | 9       | 1:08.95 | 18      | 4:30.67 | 16    |

Мужчины — четвёрки
| Боб   | Спортсмены                                         | Соревнование | 1 заезд | 1 заезд | 2 заезд | 2 заезд | 3 заезд | 3 заезд | 4 заезд | 4 заезд | Итог  | Итог  |
| Боб   | Спортсмены                                         | Соревнование | Время   | Место   | Время   | Место   | Время   | Место   | Время   | Место   | Время | Место |
| ----- | -------------------------------------------------- | ------------ | ------- | ------- | ------- | ------- | ------- | ------- | ------- | ------- | ----- | ----- |
| GBR-1 | Энтони Нэш Гай Ренуик Дэвид Льюис Робин Диксон     | 1:04.56      | 12      | 1:05.07 | 16      | 1:04.64 | 9       | 1:05.13 | 12      | 4:19.40 | 12    |       |
| GBR-2 | Билл Маккоуэн Робин Уиддоуз Робин Сил Эндрю Хеджис | 1:04.49      | 11      | 1:04.68 | 14      | 1:05.53 | 15      | 1:04.73 | 9       | 4:19.43 | 13    |       |

### Горнолыжный спорт
Соревнования прошли с 30 января по 8 февраля. Соревнования по скоростному спуску проходили на горе Пачеркофель, по остальным видам — возле деревни Аксамер Лицум. Это была первая олимпиада, на которой время фиксировалось с точностью до сотых долей секунды, а не до десятых. Из-за тёплой зимы возникли проблемы со снегом, который пришлось доставлять с помощью австрийской армии. Данные соревнования одновременно считались соревнованиями 18 чемпионата мира по горнолыжному спорту.

### Санный спорт
Незадолго до начала Олимпиады во время тренировки на трассе насмерть разбился британский саночник польского происхождения Казимир Кай-Скржипецкий, и на церемонии открытия его почтили минутой молчания.
Соревнования прошли с 30 января по 4 февраля на трассе в Олимпийском саночном центре Инсбрука. В состязаниях приняли участие 38 спортсменов из 12 стран, победитель определялся на основании четырёх заездов.  Были три комплекта наград:  на одноместных и двухместных санях среди мужчин и одноместных санях среди женщин, но Великобританию представляли только мужчины-одиночники. 
| Спортсмен      | 1 заезд | 1 заезд | 2 заезд           | 2 заезд | 3 заезд | 3 заезд | 4 заезд | 4 заезд | Итог    | Итог  |
| Спортсмен      | Время   | Место   | Время             | Место   | Время   | Место   | Время   | Место   | Время   | Место |
| -------------- | ------- | ------- | ----------------- | ------- | ------- | ------- | ------- | ------- | ------- | ----- |
| Гордон Портьюс | 1:00.98 | 28      | дисквалифицирован | –       | –       | –       | –       | –       | –       | –     |
| Кит Шелленберг | 58.69   | 26      | 59.06             | 25      | 58.14   | 26      | 58.87   | 27      | 3:54.76 | 25    |

### Фигурное катание
Мужчины
| Спортсмен       | Обязательные фигуры | Произвольная программа | Баллы  | Сумма мест | Место |
| --------------- | ------------------- | ---------------------- | ------ | ---------- | ----- |
| Малкольм Кэннон | 18                  | 24                     | 1587.5 | 187        | 20    |
| Хивел Эванс     | 15                  | 22                     | 1640.1 | 159        | 18    |

Женщины
| Спортсменка         | Обязательные фигуры | Произвольная программа | Баллы  | Сумма мест | Место |
| ------------------- | ------------------- | ---------------------- | ------ | ---------- | ----- |
| Дайана Клифтон-Пич  | 11                  | 25                     | 1711.7 | 152        | 18    |
| Кэрол-Энн Уорнер    | 12                  | 22                     | 1692.9 | 162        | 16    |
| Салли-Энн Степлфорд | 7                   | 19                     | 1757.9 | 108        | 11    |